# Алетсгаузен
Алетсгаузен (нім. Aletshausen) — громада в Німеччині, знаходиться в землі Баварія. Підпорядковується адміністративному округу Швабія. Входить до складу району Гюнцбург. Складова частина об'єднання громад Крумбах.
Площа — 17,66 км2. Населення становить 1174 ос. (станом на 31 грудня 2020).